# Compsoneuria tagbanua
Compsoneuria tagbanua is een haft uit de familie Heptageniidae. De wetenschappelijke naam van de soort is voor het eerst geldig gepubliceerd in 2008 door Braasch & Freitag.
De soort komt voor in het Oriëntaals gebied.